# A magyar jégkorong-válogatott mérkőzései 1993-ban
1993-ban a C. csoportos világbajnokságon vett részt a magyar jégkorong-válogatott, a csapat a Szlovéniában megrendezett tornán az ötödik helyen végzett.

## Eredmények
Barátságos mérkőzés
| 495. mérkőzés 1993. február 5. | Magyarország    | 3 – 5 | Románia | Székesfehérvár |
| 495. mérkőzés 1993. február 5. | (2:1, 1:1, 0:2) |       |         | Székesfehérvár |

Barátságos mérkőzés
| 496. mérkőzés 1993. február 6. | Magyarország    | 1 – 2 | Szlovénia | Székesfehérvár |
| 496. mérkőzés 1993. február 6. | (1:2, 0:0, 0:0) |       |           | Székesfehérvár |

Barátságos mérkőzés
| 497. mérkőzés 1993. február 7. | Magyarország    | 0 – 8 | Horvátország | Székesfehérvár |
| 497. mérkőzés 1993. február 7. | (0:1, 0:4, 0:3) |       |              | Székesfehérvár |

Világbajnokság C. csoport
| 498. mérkőzés 1993. március 12. | Magyarország    | 20 – 2 | Dél-afrikai Köztársaság | Ljubljana |
| 498. mérkőzés 1993. március 12. | (8:0, 4:2, 8:0) |        |                         | Ljubljana |

Világbajnokság C. csoport
| 499. mérkőzés 1993. március 13. | Magyarország    | 1 – 7 | Kazahsztán | Ljubljana |
| 499. mérkőzés 1993. március 13. | (0:2, 0:2, 1:3) |       |            | Ljubljana |

Világbajnokság C. csoport
| 500. mérkőzés 1993. március 15. | Magyarország    | 6 – 5 | Spanyolország | Ljubljana |
| 500. mérkőzés 1993. március 15. | (2:3, 2:2, 2:0) |       |               | Ljubljana |

Világbajnokság C. csoport
| 501. mérkőzés 1993. március 16. | Magyarország | 2 – 14 | Szlovénia | Ljubljana |
| 501. mérkőzés 1993. március 16. |              |        |           | Ljubljana |

Világbajnokság C. csoport
| 502. mérkőzés 1993. március 18. | Magyarország    | 7 – 3 | Ausztrália | Ljubljana |
| 502. mérkőzés 1993. március 18. | (3:0, 1:1, 3:2) |       |            | Ljubljana |

## Külső hivatkozások
- A Magyar Jégkorong Szövetség hivatalos honlapja